# مستعر أعظم 185
المستعر الأعظم 185 (المعروف اختصارًا باسم م أ 185) ويعرف أيضًا باسم آر سي دبليو 86 (بالإنجليزية: RCW 86)‏ ‏ هو مستعر أعظم ظهر عام 185م، بالقرب من رجل القنطور، بين كويكبتي البيكار وقنطورس، ويتمركز في مطلع مستقيم 14سا 43د وله ميل −62° 30' في كوكبة البيكار. رصد الفلكيون الصينيون هذا النجم الزائر ودونوا عنه في «كتاب هان الراحل», وربما يكون قد ذكر في الأدب الروماني. وظل مرئيًا في السماء لثمانية أشهر، وهو أول مستعر أعظم يتم تدوينه في كتب القدماء.
يعتقد أن الغلاف الغازي آر سي دبليو 86 هو بقايا هذا المستعر الأعظم، ولع حجم زاوي كبير نسبيًا يقترب من 45 دقيقة (أكبر من الحجم الظاهر للقمر الكامل، الذي يتراوح بين 29 إلى 34 دقيقة). بعد آر سي دبليو 86 المقدّر بقيمة 2800 فرسخ فلكي. كما تظهر الأبحاث بالأشعة السينية عن توافقه مع العمر المقدّر.
استكشافات ناسا الحديثة بالأشعة تحت الحمراء بمقراب سبيتزر الفضائي ومستكشف المسح بالأشعة تحت الحمراء واسعة المدى (WISE) كشفت عن كيفية تكون المستعر الأعظم وكيف أن بقاياه لا تزال منتشرة إلى مسافات بعيدة. وتشير النتائج إلى أن الانفجار النجمي وقعت في تجويف داخله، مما يسمح لقطع الحطام بالسفر أسرع بكثير وأبعد.
وقد أدت التفسيرات المختلفة الحديثة للسجلات الصينية للنجم الزائر إلى فرضيات مختلفة تمامًا عن الآلية الفلكية وراء هذا الحدث، من مستعر أعظم منفجر القلب إلى نجم بعيد ذي ذنب يسير بخطى بطيئة، في المقابل له قدره الظاهري له مدى واسع (-8 إلى +4). تشير النتائج الحالية لمرصد شاندرا الفضائي للأشعة السينية إلى أنه كان على الأرجح مستعر أعظم من الدرجة IA، وهو يشبه نجم تيخو (الذي له قدر ظاهري -4 على نفس المسافة).

## وصلات خارجية
- APOD, 28 September 2006
- APOD, 10 November 2011
- BBC News – Ancient supernova mystery solved (25 October 2011)